# 火焰河
火焰河，希臘神話中的河流，為冥界的五條河之一，終日燃燒火焰因而得名，是冥王黑帝斯為了劃分冥界各區域創造出來的。
但丁將火焰河引用在神曲，神曲裡的弗列革騰河為沸騰的血河，罪人在當中受懲罰。